# Ceramaster misakiensis
Ceramaster misakiensis är en sjöstjärneart som först beskrevs av Shoji Goto 1914.  Ceramaster misakiensis ingår i släktet Ceramaster och familjen ledsjöstjärnor. Inga underarter finns listade i Catalogue of Life.